# Dairy Flat
Dairy Flat est une petite localité rurale dans l’Île du Nord de la Nouvelle-Zélande.

## Situation
Elle est localisée à 8 km au sud de la plage d’Orewa et elle est à 28 km au nord du centre de la cité d’Auckland.

## Histoire
Jusqu’au début des années 1990, la plus grande partie du district était formée de fermes laitières de 40 à 60 hectares (soit 100 à 150 acres), mais avec la croissance de la ville d’Auckland et l’extension de l’autoroute Northern Motorway dans ce secteur, elle a commencé à être divisée graduellement en lotissements d’environ 2 à 5 hectares (5 à 12 acres), dont de nombreux lots sont encore des prairies pour les moutons, les chevaux, le bétail ou les daims.
Bien qu’elle garde un caractère rural, elle constitue maintenant une partie de la zone urbaine d’Auckland pour ce qui concerne les statistiques officielles.

## Population
La population de Dairy Flat et du secteur environnant était de 2 151 habitants en 2006 lors du recensement de 2006, en augmentation nette de 504 résidents par rapport à 2001.

## Accès
Dairy Flat se situe à l’intérieur du district de Rodney sur le trajet de la route State Highway 1/S H 1 et de la route State Highway 17/S H 17 (en),.

## Activités économiques
Il y a un petit centre de commerce dans le village avec l’école primaire de Dairy Flat. La structure principale est l'aérodrome du North Shore (en), qui est la propriété et est mis en service par le North Shore Aero Club (en). En plus de l’aéro-club et d’avions privés, le terrain est utilisé par Barrier Air (en) pour assurer un service de navettes aériennes pour les passagers en direction de l'île de la Grande Barrière, située à quelque 40 milles marins (soit 75 km) au-delà de la côte.

## Éducation
L’école de Dairy Flat est une école primaire, mixte, allant de l’année 1 à 8 avec un taux de décile de 10 et un effectif de 219 élèves. L’école fut établie en 1878.
Les écoles secondaires desservant ‘Dairy Flat’ sont le collège d’Orwa (en), l'école supérieure pour garçons de Westlake (en), l'école supérieure pour filles de Westlake (en), le collège de Long Bay (en) et le collège de Rangitito (en).